# کاکایی بال‌کبود
کاکایی بال‌کبود (نام علمی: Larus glaucescens) نام یک گونه از سرده کاکایی است. این پرنده ساکن ساحل غربی آلاسکا در واشنگتن است. که در تابستان نیز در سواحل شمال غربی آلاسکا دیده می‌شود.